# 大象的眼淚
《大象的眼淚》（英語：Water for Elephants）是美國作家莎拉·格魯恩的第三本小說，此作品正被二十世紀福斯改編成電影，由瑞絲·薇斯朋和羅伯·派汀森分別飾演男女主角。

## 故事簡介
九十多歲的雅各被家人送進了老人院。一天巡迴馬戲團到雅各所住的老人院附近表演，勾起了雅各七十多年前的記憶。
二十歲的雅各是個準獸醫，但他的父母突然車禍橫死，他受不了如此震驚的的打擊，在考畢業試時逃離了試場，隨便就上了一架正在行駛的馬戲團列車。在馬戲團中，雅各獲委以重任擔當獸醫，後來更負責照顧鎮團之寶大象夢西。同時，他認識了已為人妻的瑪蓮娜，兩人極速墮入愛河。在一次蓄意火災中，兩人帶著夢西逃離了馬戲團，展開新的生活。現實中的雅各則獲得馬戲團收留，不用再留在每天被人杯葛的老人院。

## 改編作品

### 電影
- 《大象的眼淚》（2011）

### 音樂劇
- 《大象的眼淚（英语：Water for Elephants (musical)）》（2023）

## 外部連結
- 莎拉·格魯恩 （页面存档备份，存于）
- Water for Elephants （页面存档备份，存于） at Amazon.com
- Water for Elephants at IMDb （页面存档备份，存于）
- Official Water for Elephants Website （页面存档备份，存于）
- Water for Elephants Movie Website （页面存档备份，存于）